# Кленнон, Дэвид
Дэвид Кленнон (англ. David Clennon; род. 10 мая 1943, Уокиган, Иллинойс, США) — американский актёр кино и телевидения. Наиболее известен по роли Майлза Дрентелла в телесериалах «Тридцать-с-чем-то» и «Опять и снова», за которую он был номинирован на премию «Эмми». На большом экране известен ролью полярника Палмера в культовом фильме ужасов Джона Карпентера «Нечто».

## Ранняя жизнь
Родился 10 мая 1943 года в городе Уокиган, штат Иллинойс в семье Сесила и Вирджинии Кленнонов. Отец будущего актёра был бухгалтером, а мать — домохозяйкой.

## Карьера
Кленнон добился значительных успехов на телевидении. В 1993 году он получил премию «Эмми» за гостевое появление в ситкоме «Как в кино» (англ. Dream On).

## Гражданская позиция
В 1970-х Дэвид Кленнон был противником войны во Вьетнаме.
В 2013 году в качестве члена Академии кинематографических искусств и наук Кленнон заявил, что отказывается голосовать за выдвижение фильма «Цель номер один» в какой-либо категории премии «Оскар» по причине того, что фильм «пропагандирует пытки».

## Фильмография
| Год       |    | Русское название            | Оригинальное название     | Роль                      |
| --------- | -- | --------------------------- | ------------------------- | ------------------------- |
| 1978      | ф  | Иди и скажи спартанцам      | Go Tell the Spartans      | лейтенант Финли Уоттсберг |
| 1979      | ф  | Будучи там                  | Being There               | Томас Франклин            |
| 1982      | ф  | Нечто                       | The Thing                 | Палмер                    |
| 1983      | ф  | Звезда-80                   | Star 80                   | Джеб                      |
| 1983      | ф  | Парни что надо              | The Right Stuff           | военный-связист           |
| 1983      | ф  | Ханна К.                    | Hanna K.                  | Амнон                     |
| 1984      | ф  | Влюблённые                  | Falling in Love           | Брайан Гилмор             |
| 1985      | с  | Альфред Хичкок представляет | Alfred Hitchcock Presents | профессор Джон Тейт       |
| 1985      | ф  | Сладкие грёзы               | Sweet Dreams              | Рэнди Хьюз                |
| 1986      | ф  | Орлы юриспруденции          | Legal Eagles              | Бланчард                  |
| 1987      | с  | Кувалда                     | Sledge Hammer!            | Гарольд Белл              |
| 1988      | ф  | Психодром                   | The Couch Trip            | Лоуренс Бейрд             |
| 1988      | с  | Красавица и чудовище        | Beauty and the Beast      | Каллен                    |
| 1988      | с  | Она написала убийство       | Murder, She Wrote         | Уилтон Тибблс             |
| 1988      | ф  | Преданный                   | Betrayed                  | Джек Карпентер            |
| 1989—1991 | с  | Тридцать-с-чем-то           | Thirtysomething           | Майлз Дрентелл            |
| 1990      | ф  | Трущобы                     | Downtown                  | Джером Свит               |
| 1992      | ф  | Чуткий сон                  | Light Sleeper             | Роберт                    |
| 1992      | ф  | Людские неприятности        | Man Trouble               | Льюи Дуарт                |
| 1993      | тф | Затянувшаяся музыка         | And the Band Played On    | мистер Джонстон           |
| 1997      | ф  | Безумный город              | Mad City                  | уличный проповедник       |
| 2000—2001 | с  | Опять и снова               | Once and Again            | Майлз Дрентелл            |
| 2005      | ф  | Сириана                     | Syriana                   | Дональд                   |
| 2006      | ф  | Флаги наших отцов           | Flags of our Fathers      | представитель Белого дома |
| 2010      | ф  | Крайние меры                | Extraordinary Measures    | доктор Ренцлер            |
| 2011      | ф  | Дж. Эдгар                   | J. Edgar                  | сенатор Фрэндли           |
| 2012      | с  | Менталист                   | The Mentalist             | судья Деллинджер          |
| 2014      | ф  | Исчезнувшая                 | Gone Girl                 | Рэнд Эллиотт              |
| 2015      | ф  | Каникулы                    | Vacation                  | пилот Гарри               |
| 2018      | с  | Реанимация                  | Code Black                | полковник Мартин Уиллис   |